# Llei d'autonomia local (Japó)
La llei d'autonomia local (地方自治法, Chihō-jichi-hō), aprovada per la Cambra de Representants del Japó i la Cambra de Consellers del Japó el 28 de març de 1947 i promulgada el 17 d'abril com la llei 67/1947, és una llei de descentralització que estableix la gran majoria de la legislació en matèria de govern local del Japó com les divisions administratives (prefectures, municipis, etc.). El 16 de juliol de 1999, la llei va fou esmenada per a eliminar funcions administratives imposades pel govern central als governs locals, així com per a establir el comitè de solucions de controvèrsies locals-nacionals. Per tal de promoure la descentralització, la llei i altres lleis relevants han estat esmenades després d'aquesta revisió. To promote decentralization the law and relevant laws have been amended after this revision.

## Ens públics locals (EPL)
La classificació dels ens públics locals (EPL) (地方公共団体, chihō kōkyō dantai) és la següent:
- Ordinaris
  - Prefectures (都道府県, Todōfuken)
  - Subprefectures i districtes (支庁, Shichō i 郡, Gun)
  - Municipis (市町村, Shichōson)
    - Ciutats (市, Shi)
    - Viles (町, Machi, chō)
    - Pobles (村, Mura, son)
- Especials
  - Districtes especials (特別区, Tokubetsu-ku)